# Exchange
Exchange è un singolo del cantante statunitense Bryson Tiller, pubblicato il 10 marzo 2016 come secondo estratto dal suo album in studio di debutto Trapsoul.
Il brano è stato candidato ai Grammy Awards 2017 nella categoria di miglior canzone R&B, guadagnando la prima nomination per Tiller ai premi, senza tuttavia vincere il premio.

## Descrizione
Exchange è stato descritto come un brano R&B che mischia melodie soul a produzioni trap. È stata considerata da Rolling Stone come il settantatreesimo miglior brano R&B del XXI secolo.
Il brano è stato prodotto dai The Mekanics e contiene un campionamento del brano del 1998 di K.P. & Envyi Swing My Way.

## Video musicale
Il 13gennaio 2016 è stato rivelato che l'attore Michael B. Jordan avrebbe diretto il video musicale del brano; tuttavia, in seguito Jordan ha negato la notizia. Il video è stato mostrato in anteprima il 1º giugno 2016 sul sito web della rivista Pitchfork ed è stato successivamente caricato sul canale YouTube di Tiller. Il video, diretto da Rohan Blair-Mangat, vede Symphani Soto interpretare l'interesse amoroso di Tiller.

## Esibizioni dal vivo
Tiller si è esibito nel brano per la prima volta il 23 maggio 2016 durante una puntata del Late Night with Seth Meyers. Il 26 giugno successivo, Tiller ha cantato il brano durante la cerimonia dei BET Awards.

## Controversie
Al momento dell'uscita dell'album di J. Cole 4 Your Eyez Only, i produttori Vinylz e Boi-1da hanno accusato il produttore Foreign Teck dei The Mekanics di avere copiato il beat di Exchange da quello del brano di Cole Deja Vu, spiegando le somiglianze tra i due brani. Vinylz ha affermato che il brano di Cole fosse stato registrato prima di quello di Tiller e di avere inviato a Foreign Teck un video in cui faceva la base di Deja Vu, e che una settimana dopo Teck avesse pubblicato su Instagram un beat estremamente simile.

## Classifiche

### Classifiche settimanali
| Classifica (2015-16) | Posizione massima |
| -------------------- | ----------------- |
| Canada               | 75                |
| Regno Unito          | 196               |
| Stati Uniti          | 26                |

### Classifiche di fine anno
| Classifica (2016) | Posizione |
| ----------------- | --------- |
| Stati Uniti       | 53        |